# Manoel João Francisco
Dom Manoel João Francisco (Itajaí, 5 de setembro de 1946), é um bispo católico brasileiro. Foi o quarto bispo diocesano de Chapecó, e quarto bispo eleito para a Diocese de Cornélio Procópio.

## Biografia
Sua ordenação presbiteral ocorreu em 8 de dezembro de 1973. Eleito bispo em 28 de outubro de 1998, recebeu a ordenação episcopal no dia 21 de fevereiro de 1999 das mãos de Dom Eusébio Oscar Scheid, sendo concelebrantes Dom José Gomes e Dom Vito Schlickmann. Em março de 2011, foi eleito presidente do Conselho Nacional de Igrejas Cristãs do Brasil.

### Conferência Nacional dos Bispos do Brasil
No dia 8 de maio de 2019 foi eleito presidente da Comissão Episcopal Pastoral para o Ecumenismo e o Diálogo Inter-Religioso da Conferência Nacional dos Bispos do Brasil, período a concluir-se em 2023.

### Ordenações episcopais[3]
Dom Manoel foi concelebrante da ordenação episcopal de: 
- Dom Guilherme Antônio Werlang, M.S.F. (1999)
- Dom Aparecido Donizete de Souza (2016)
- Dom Marcos José dos Santos (2022)